# J-Air
J-AIR è una compagnia aerea giapponese fondata l'8 agosto 1996 a Ikeda. Dal 2007 fa parte dell'alleanza Oneworld.

## Flotta

### Flotta attuale

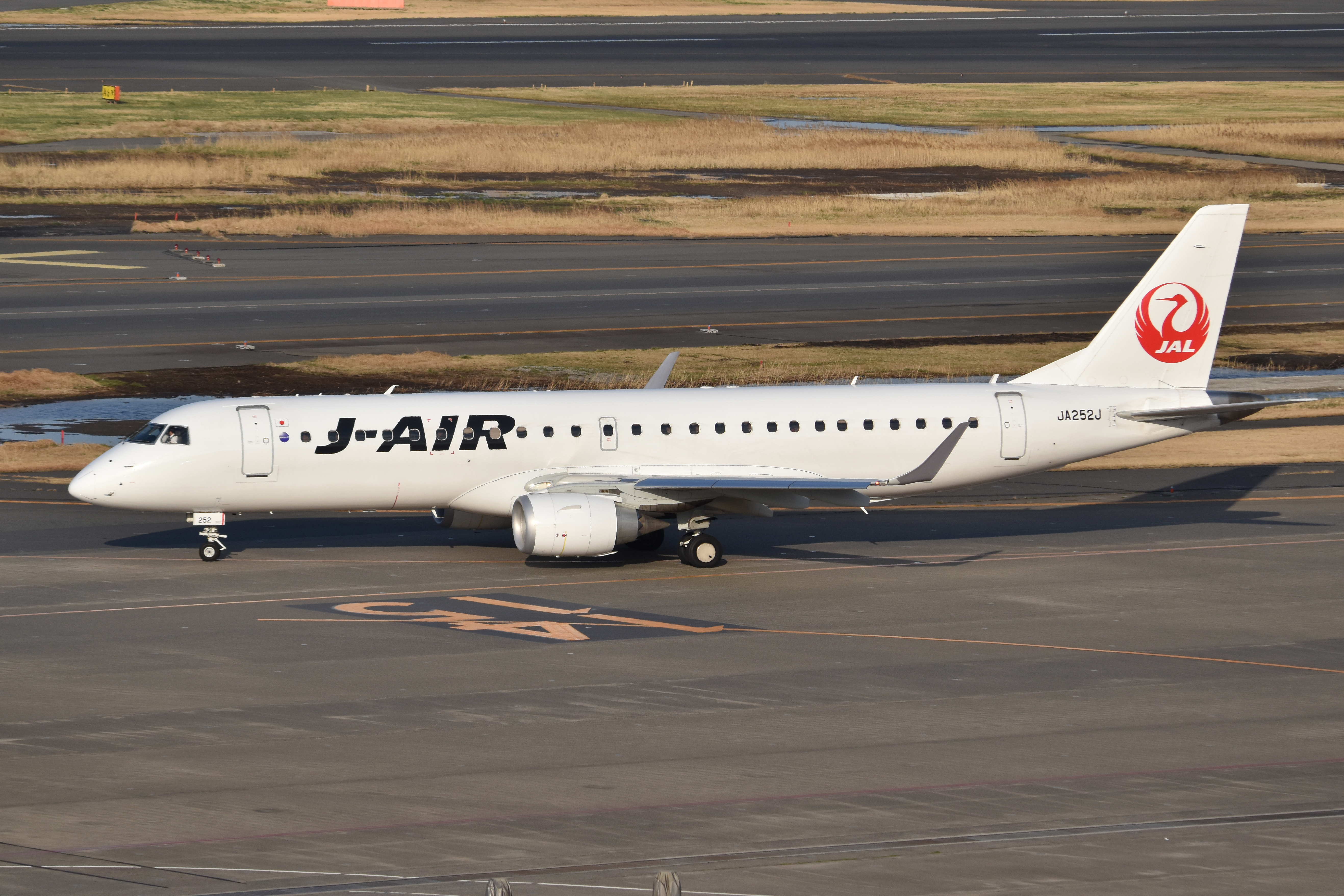
Un Embraer E-190.

A settembre 2024 la flotta di J-Air consiste nei seguenti velivoli:

### Flotta storica

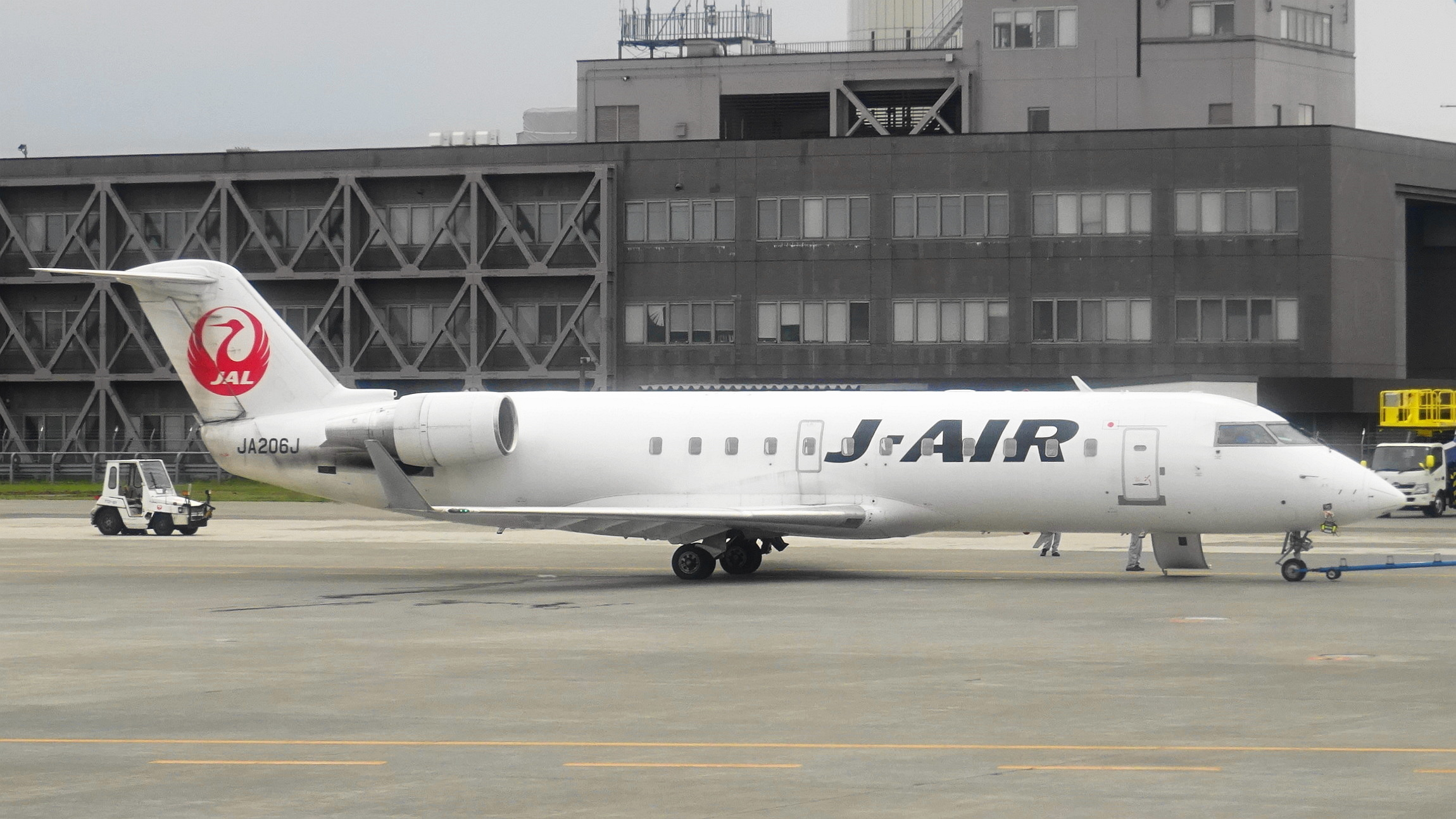
Un Bombardier CRJ200.

Nel corso degli anni, J-Air ha operato con i seguenti aeromobili: